# Akialoa
Akialoa és un gènere d'ocells hawaians extingits, de la família dels fringíl·lids (Fringillidae).

## Classificació
Els quatre tàxons coneguts han estat considerats com una, dues, tres o quatre espècies, depenent l'autor. Aquestes espècies, ubicades generalment al gènere Hemignathus, han estat temptativament situades en Akialoa pel COI arran els treballs de Pratt 2005.
Segons la classificació del Congrés Ornitològic Internacional (versió 11.1, 2021), aquest gènere està format per 4 espècies:
- Akialoa obscura - akialoa de Hawaii.
- Akialoa ellisiana - akialoa d'Oahu.
- Akialoa stejnegeri - akialoa de Kauai.
- Akialoa lanaiensis - akialoa de Lanai.